# Рибачне
Рибачне (біл. вёска Рыбачнае) — село в складі Борисовського району Мінської області, Білорусь. Село належало Забашевичівській сільській раді, розташоване в східній частині області.
Рішенням Мінської обласної ради депутатів від 28 травня 2013 року, щодо змін адміністративно-територіального устрою Мінської області, село Рибачне підпорядковане Гливинській сільській раді.
На карті 2005 року нежитловий.
Там взагалі нічого немає. Пара порожніх ждомов, іноді займані мисливцями і рибалками і якісь кілки, вбиті в землю біля озера.